# El Padrí
El Padrí (anglès: The Godfather) és una pel·lícula de gàngsters èpica nord-americana de 1972 dirigida per Francis Ford Coppola, que va coescriure el guió amb Mario Puzo, basat en la novel·la homònima més venuda de Puzo de 1969. La pel·lícula és protagonitzada perMarlon Brando, Al Pacino, James Caan, Richard Castellano, Robert Duvall, Sterling Hayden, John Marley, Richard Conte i Diane Keaton. És la primera entrega de la trilogia ''El Padrí'', que fa la crònica de la Família Corleone sota el patriarca Vito Corleone (Brando) de 1945 a 1955. Se centra en la transformació del seu fill petit, Michael (Pacino), de ser un membre de la família reticent amb ella i de la que es vol allunyar a ser un despietat cap de la màfia.
Paramount Pictures va obtenir els drets de la novel·la per 80.000 dòlars, abans que guanyés popularitat. Els executius de l'estudi van tenir problemes per trobar un director; els primers candidats van rebutjar el càrrec abans que Coppola signés per dirigir la pel·lícula, però es va produir un desacord sobre el repartiment de diversos personatges, en particular, Vito (Marlon Brando) i Michael (Al Pacino). El rodatge va tenir lloc principalment a la ciutat de Nova York i a Sicília, i es va completar abans del previst. La partitura musical va ser composta principalment per Nino Rota, amb peces addicionals de Carmine Coppola.
El Padrí es va estrenar al Loew's State Theatre el 14 de març de 1972 i es va estrenar àmpliament als Estats Units el 24 de març de 1972. Va ser la pel·lícula més taquillera de 1972 , i durant un temps va ser la pel·lícula més taquillera mai feta, guanyant entre 250 i 291 milions de dòlars a taquilla. La pel·lícula va ser ben rebuda per la crítica i el públic, que va elogiar les seves actuacions, especialment les de Brando i Pacino, direcció, guió, escriptura, història, fotografia, muntatge, partitura i retrat de la màfia. El Padrí va llançar les exitoses carreres de Coppola, Pacino i altres relatius nouvinguts al repartiment i a la tripulació. A la 45a edició dels Premis de l'Acadèmia, la pel·lícula va guanyar la millor pel·lícula, Millor actor (Brando) i Millor guió adaptat (per Puzo i Coppola). A més, les altres set nominacions a l'Oscar van incloure Pacino, Caan i Duvall, tots al millor actor secundari i Coppola al millor director.
El Padrí és considerada com una de les pel·lícules més grans i influents mai fetes, així com una fita del gènere de gàngsters. Va ser seleccionada per a la seva conservació al National Film Registry de la Biblioteca del Congrés dels Estats Units l'any 1990, sent considerada "culturalment, històricament o estèticament significativa" i està classificada com la segona millor pel·lícula del cinema americà (darrere de Citizen Kane) per l'American Film Institute. El van seguir les seqüeles El Padrí II (1974) i El Padrí III (1990). Ha estat doblada tant al català central com al valencià.

## Sinopsi
El 1945, el don de la família Corleone de Nova York, Vito Corleone, escolta les peticions durant el casament de la seva filla Connie amb Carlo. El fill petit de Vito , Michael, un antic Marine condecorat per la seva lluita en la Segona Guerra Mundial que fins ara s'ha mantingut al marge del negoci familiar, presenta la seva xicota, Kay Adams, a la seva família a la recepció. Johnny Fontane, un cantant popular i fillol de Vito, demana l'ajuda de Vito per aconseguir un paper al cinema. Vito envia el seu consigliere, Tom Hagen, per persuadir el president de l'estudi Jack Woltz d'oferir a Johnny el paper. Woltz rebutja la petició d'Hagen al principi, però aviat ho compleix després de trobar el cap tallat del seu preuat cavall de carreres al seu llit.
Quan s'acosta Nadal, el baró de la droga Sollozzo demana a Vito que inverteixi en el seu negoci de narcòtics i per protecció de la policia. Vito declina, citant que la participació en narcòtics alienaria les seves connexions polítiques. Sospitós de l'associació de Sollozzo amb la família criminal Tattaglia, Vito envia el seu executor Luca Brasi als Tattaglia en una missió d'espionatge. Brasi és assassinat durant la reunió inicial. Més tard, els encarregats de l'execució atempten contra en Vito i coaccionen Hagen a una reunió. Amb en Sonny, el primogènit de Vito ara al comandament, Sollozzo pressiona Hagen perquè convèncer en Sonny perquè accepti l'acord dels narcòtics. Vito sobreviu al tiroteig i és visitat a l'hospital per Michael, que el troba desprotegit després de la policia de Nova York els oficials de la nòmina de Sollozzo van eliminar els guàrdies de Vito. Michael frustra l'atemptat contra la vida del seu pare, però és colpejat pel corrupte capità de policia Mark McCluskey. Després de l'intent del cop a l'hospital, Sonny reacciona amb un cop contra Bruno Tattaglia. Sollozzo i McCluskey demanen reunir-se amb Michael i resoldre la disputa. Michael fingeix interès i accepta reunir-se, però trama un pla amb Sonny el capo Corleone Clemenza per matar-los i fugir i amagar-se. Michael coneix Sollozzo i McCluskey en un restaurant del Bronx; després de recuperar una pistola plantada al bany per Clemenza, mata ambdós homes a trets.
Malgrat la repressió de les autoritats per l'assassinat d'un capità de policia, les  Cinc Famílies esclaten en una guerra oberta. Michael es refugia a Sicília i Fredo, el segon fill de Vito, és acollit per Moe Greene a Las Vegas. Sonny ataca públicament i amenaça Carlo per haver abusat físicament de la Connie. Quan torna a abusar d'ella, Sonny s'accelera a casa seva, però és emboscat i assassinat per gàngsters en un peatge de l'autopista. A Sicília, Michael coneix i es casa amb una dona local, Apol·lonia , però ella és assassinada poc després per un cotxe bomba destinat per a ell.
Devastat per la mort d'en Sonny i cansat de la guerra, Vito estableix una reunió amb les Cinc Famílies. Els assegura que retirarà la seva oposició al seu negoci de narcòtics i renunciarà a venjar l'assassinat de Sonny. Amb la seva seguretat garantida, Michael torna a casa per entrar al negoci familiar i casar-se amb Kay. Kay dona a llum dos fills a principis dels anys cinquanta. Amb el seu pare a prop del final de la seva vida i Fredo no apte per dirigir, Michael assumeix el càrrec de cap de la família Corleone. Vito revela a Michael que era Don Barzini qui va ordenar el cop a Sonny i li adverteix que Barzini intentaria matar-lo en una reunió organitzada per un traïdor capo Corleone. Amb el suport de Vito, Michael relega Hagen a la gestió d'operacions a Las Vegas, ja que no és un "consigliere de guerra". Michael viatja a Las Vegas per comprar la participació de Greene als casinos de la família i està consternat en veure que Fredo és més lleial a Greene que a la seva pròpia família.
El 1955, Vito mor d'un atac de cor mentre jugava amb el fill de Michael, Anthony. Al funeral de Vito, Tessio demana a Michael que es reuneixi amb Barzini, assenyalant la seva traïció. La reunió està programada per al mateix dia del bateig del nadó de Connie. Mentre Michael es troba a l'altar com a padrí del nen, els sicaris dels Corleone assassinen els dons de les Cinc Famílies i a Greene, i Tessio és executat per la seva traïció. Michael extreu la confessió de Carlo que participà en l'assassinat de Sonny. Assegura a Carlo que és exiliat, no assassinat, abans que Clemenza estranguli a Carlo. Connie s'enfronta a Michael sobre la mort de Carlo mentre Kay és a l'habitació. Quan Kay li pregunta a Michael si la Connie està dient la veritat, se sent alleujada quan ell ho nega. Quan ella se'n va, els capos entren a l'oficina i reverencien a Michael com "Don Corleone". La imatge final de la pel·lícula mostra a Kay mirant espantada la porta que es tanca.
.

## Repartiment
| Actor                | Personatge                   | Doblatge al català central | Doblatge al valencià |
| -------------------- | ---------------------------- | -------------------------- | -------------------- |
| Marlon Brando        | Don Vito Corleone            | Ricard Solans              | Juli Mira            |
| Al Pacino            | Michael Corleone             | Pep Torrents               | José Luis Valero     |
| James Caan           | Santino «Sonny» Corleone     | Jesús Ferrer               | Josep Manel Casany   |
| Richard Castellano   | Peter Clemenza               | Josep Maria Ullod          |                      |
| Robert Duvall        | Tom Hagen                    | Ernest Aura                | Edu Borja            |
| Diane Keaton         | Kay Adams-Corleone           | Maifé Gil                  | Marina Viñals        |
| John Cazale          | Frederico «Fredo» Corleone   | Carles Sales               |                      |
| Talia Shire          | Constanzia «Connie» Corleone | Montse Miralles            | Xus Romero           |
| Abe Vigoda           | Salvatore Tessio             | Pepe Mediavilla            |                      |
| Al Lettieri          | Virgil «The Turk» Sollozzo   | Jaume Comas                | Sergio Capelo        |
| Gianni Russo         | Carlo Rizzi                  | Pep Anton Muñoz            | Enric Puig           |
| Sterling Hayden      | Capità McCluskey             | Manuel Lázaro              |                      |
| Lenny Montana        | Luca Brasi                   | Joan Crosas                | Felip Bau            |
| Richard Conte        | Emilio Barzini               | Isidro Sola                |                      |
| Al Martino           | Johnny Fontane               | Jordi Royo                 | César Lechiguero     |
| John Marley          | Jack Woltz                   | Ramon Puig                 |                      |
| Alex Rocco           | Moe Greene                   | Joan Carles Gustems        |                      |
| Morgana King         | Carmela Corleone             | Glòria Roig                |                      |
| Corrado Gaipa        | Don Tommasino                |                            |                      |
| Franco Citti         | Calò                         |                            |                      |
| Johnny Martino       | Paulie Gatto                 | Adrià Frias                |                      |
| Victor Rendina       | Philip Tattaglia             | Felip Peña                 |                      |
| Tony Giorgio         | Bruno Tattaglia              | Eduard Elias               |                      |
| Simonetta Stefanelli | Apollonia Vitelli-Corleone   |                            |                      |
| Louis Guss           | Don Zaluchi                  |                            |                      |
| Tom Rosqui           | Rocco Lampone                |                            |                      |
| Joe Spinell          | Willi Cicci                  |                            |                      |
| Richard Bright       | Al Neri                      |                            |                      |
| Julie Gregg          | Sandra Corleone              |                            |                      |
| Jeannie Linero       | Lucy Mancini                 |                            |                      |
| Sofia Coppola        | Michael Francis Rizzi        |                            |                      |
| Salvatore Corsitto   | Bonasera                     | Enric Arredondo            | Aurelio Delgado      |
| Vito Scotti          | Nazorine                     | Eduard Lluís Muntada       |                      |
| Gabriele Torrei      | Enzo.                        | Albert Mieza               |                      |

## Producció

### Desenvolupament
La pel·lícula està basada en la novel·la  The Godfather de Mario Puzo, que va romandre a la llista dels més venuts del New York Times durant 67 setmanes i va vendre més de nou milions de còpies en dos anys. Publicada el 1969, es va convertir en l'obra publicada més venuda de la història durant diversos anys. Paramount Pictures es va assabentar originalment de la novel·la de Puzo l'any 1967 quan un explorador literari de la companyia va contactar el llavors vicepresident de producció de Paramount Peter Bart sobre el manuscrit inacabat de seixanta pàgines de Puzo titulat Mafia. Bart va creure que el treball era "molt més enllà d'una història de màfia" i va oferir a Puzo una opció de 12.500 dòlars per a l'obra, amb una opció de 80.000 dòlars si l'obra acabada es convertia en una pel·lícula. Malgrat que l'agent de Puzo li va dir que rebutgés l'oferta, Puzo estava desesperat per diners i va acceptar l'acord. Robert Evans de Paramount relata que, quan es van conèixer a principis de 1968, va oferir a Puzo l'acord després que l'autor li confiés que necessitava urgentment 10.000 dòlars per pagar els deutes de joc.
El març de 1967, Paramount va anunciar que recolzaven el proper treball de Puzo amb l'esperança de fer una pel·lícula. El 1969, Paramount va confirmar les seves intencions de fer una pel·lícula a partir de la novel·la pel preu de 80.000 dòlars, amb l'objectiu que la pel·lícula s'estrenés el dia de Nadal de 1971. El 23 de març de 1970, Albert S. Ruddy va ser anunciat oficialment com a productor de la pel·lícula, en part perquè els executius de l'estudi estaven impressionats amb la seva entrevista i perquè era conegut per portar les seves pel·lícules per sota del pressupost.

### Direcció

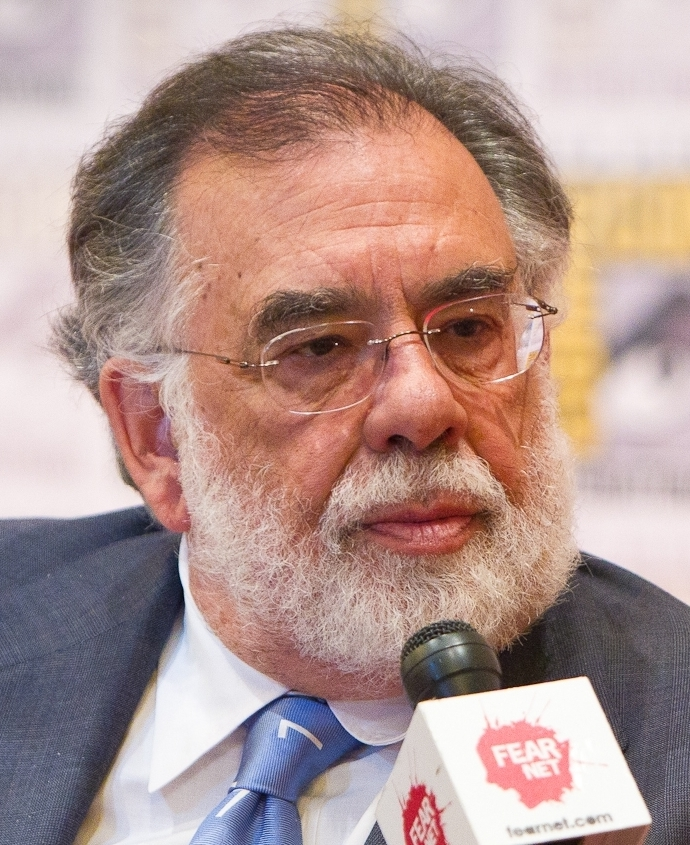
Francis Ford Coppola (a la foto el 2011) va ser seleccionat com a director. Paramount volia que la pel·lícula fos dirigida per un italo-americà per fer la pel·lícula "ètnica fins al moll de l'ós".

Evans volia que la pel·lícula fos dirigida per un italoamericà per fer la pel·lícula "ètnica fins al moll de l'ós". L'última pel·lícula de màfia de Paramount, The Brotherhood, havia funcionat molt malament a la taquilla; Evans creia que la raó del seu fracàs era la seva gairebé total manca de membres del repartiment o personal creatiu d'ascendència italiana (el director Martin Ritt i l'estrella Kirk Douglas no eren italians). Sergio Leone va ser la primera opció de Paramount per dirigir la pel·lícula. Leone va rebutjar l'opció, per tal de treballar en la seva pròpia pel·lícula de gàngsters Once Upon a Time in America. Aleshores es va acostar a Peter Bogdanovich, però també va declinar l'oferta perquè no estava interessat en la màfia. A més, a Peter Yates, Richard Brooks, Arthur Penn, Costa-Gavras i Otto Preminger se'ls va oferir la posició i van declinar. L'assistent en cap d'Evans, Peter Bart, va suggerir a Francis Ford Coppola, com a director d'ascendència italiana, que treballaria per una suma i un pressupost baix després de la mala acollida de la seva darrera pel·lícula The Rain People. Coppola inicialment va rebutjar la feina perquè va trobar la novel·la de Puzo de mala qualitat i sensacionalista, descrivint-la com "coses bastant barates".
En aquell moment, l'estudi de Coppola, American Zoetrope, devia més de 400.000 dòlars a Warner Bros. per l'excés de pressupost amb la pel·lícula THX 1138 i quan es va combinar amb la seva mala situació financera, juntament amb els consells d'amics i familiars, Coppola va revertir la seva decisió inicial i va acceptar la feina. Coppola va ser anunciat oficialment com a director de la pel·lícula el 28 de setembre de 1970. Coppola va acceptar rebre 125.000 dòlars i el sis per cent dels ingressos bruts. Coppola va trobar més tard un tema més profund per al material i va decidir que la pel·lícula no havia de tractar sobre el crim organitzat sinó una crònica familiar, una metàfora del capitalisme a Amèrica.

#### Coppola i Paramount
Abans que El Padrí estigués en producció, Paramount havia passat per un període sense èxit. A més del fracàs de The Brotherhood, altres pel·lícules recents produïdes o coproduïdes per Paramount havien superat molt els seus pressupostos: Darling Lili, Paint Your Wagon, i Waterloo. El pressupost de la pel·lícula era originalment de 2,5 milions de dòlars, però a mesura que el llibre creixia en popularitat, Coppola va defensar i finalment va rebre un pressupost més gran.
Els executius de Paramount volien que la pel·lícula es desenvolupés a la Kansas City contemporània i rodat al fons de l'estudi per tal de reduir costos. Coppola es va oposar i va voler ambientar la pel·lícula en el mateix període que la novel·la, les dècades de 1940 i 1950; les raons de Coppola incloïen: el període de Michael Corleone en el Cos de Marines, l'aparició de l'Amèrica corporativa i Amèrica en els anys posteriors a la Segona Guerra Mundial. La novel·la tenia cada cop més èxit i, per tant, els desitjos de Coppola es van complir. Posteriorment, els caps de l'estudi van deixar que Coppola filmés a la ciutat de Nova York i Sicília.
L'executiu de Gulf+Western, Charles Bluhdorn, estava frustrat amb Coppola pel nombre de proves de pantalla que havia realitzat sense trobar una persona per interpretar els diferents papers. La producció es va quedar ràpidament endarrerida a causa de la indecisió de Coppola i els conflictes amb Paramount, la qual cosa va fer que els costos fossin al voltant dels 40.000 dòlars diaris. Amb l'augment dels costos, Paramount va fer que el llavors vicepresident Jack Ballard estigués atent a les despeses de producció. Durant el rodatge, Coppola va declarar que sentia que podia ser acomiadat en qualsevol moment, ja que sabia que els executius de Paramount no estaven contents amb moltes de les decisions que havia pres. Coppola era conscient que Evans havia preguntat a Elia Kazan per assumir la direcció de la pel·lícula perquè temia que Coppola fos massa inexpert per fer front a l'augment de la mida de la producció. Coppola també estava convençut que l'editor de pel·lícules, Aram Avakian, i l'ajudant de direcció, Steve Kestner, estaven conspirant per acomiadar-lo. Avakian es va queixar a Evans que no podia editar les escenes correctament perquè Coppola no estava gravant prou metratge. Evans estava satisfet amb l'enviament de les imatges a la costa oest i va autoritzar Coppola a acomiadar-los tots dos. Coppola va explicar més tard: "Com El Padrí, vaig acomiadar la gent com a vaga preventiva. La gent que més se les estava pescant per fer-me acomiadar, jo els vaig acomiadar". Brando va amenaçar amb renunciar si Coppola era acomiadat.
Paramount volia que El Padrí atragués a un públic ampli i va amenaçar Coppola amb un "entrenador de violència" per fer la pel·lícula més emocionant. Coppola va afegir algunes escenes violentes més per mantenir l'estudi feliç. L'escena en què la Connie trenca la vaixella després de descobrir que Carlo ha estat fent trampes es va afegir per aquest motiu.

### Escriptura
El 14 d'abril de 1970, es va revelar que Puzo va ser contractat per Paramount per 100.000 dòlars, juntament amb un percentatge dels beneficis de la pel·lícula, per treballar en el guió de la pel·lícula. Treballant a partir del llibre, Coppola volia tenir els temes de la cultura, el personatge, el poder i la família al capdavant de la pel·lícula, mentre que Puzo volia retenir aspectes de la seva novel·la i el seu esborrany inicial de 150 pàgines es va acabar el 10 d'agost de 1970. Després que Coppola fos contractat com a director, tant Puzo com Coppola van treballar en el guió, però per separat. Puzo va treballar en el seu esborrany a Los Angeles, mentre que Coppola va escriure la seva versió a San Francisco. Coppola va crear un llibre on va treure pàgines del llibre de Puzo i les va enganxar al seu llibre. Allà, va prendre notes sobre cadascuna de les cinquanta escenes del llibre, que es relacionaven amb els principals temes que predominaven a l'escena, si l'escena s'havia d'incloure a la pel·lícula, juntament amb idees i conceptes que es podrien utilitzar en el rodatge. per fer la pel·lícula fidel a la cultura italiana. Els dos van romandre en contacte mentre escrivien els seus respectius guions i prenen decisions sobre què incloure i què eliminar per a la versió final. Un segon esborrany es va completar l'1 de març de 1971 i tenia 173 pàgines. El guió final es va acabar el 29 de març de 1971, i va acabar tenint 163 pàgines, 40 pàgines sobre el que Paramount havia demanat. Durant el rodatge, Coppola es va referir al quadern que havia creat durant l'esborrany final del guió. El guionista Robert Towne va fer un treball no acreditat en el guió, especialment en l'escena del jardí Pacino-Brando. Tot i acabar el tercer esborrany, algunes escenes de la pel·lícula encara no estaven escrites i es van escriure durant la producció.
La Lliga Italoamericana de Drets Civils, dirigida pel mafiós Joseph Colombo, va sostenir que la pel·lícula emfatitzava els estereotips sobre els italoamericans i volia que tots els usos de les paraules "màfia" i "Cosa Nostra" fossin eliminats del guió. La lliga també va demanar que tots els diners guanyats amb l'estrena fossin donats al fons de la lliga per construir un nou hospital. Coppola va afirmar que el guió de Puzo només contenia dos exemples d'ús de la paraula "màfia", mentre que "Cosa Nostra" no s'utilitzava en absolut. Van ser eliminats i substituïts per altres termes, sense comprometre la història. La lliga finalment va donar el seu suport al guió.Abans, les finestres del cotxe del productor Albert S. Ruddy havien estat disparades amb una nota deixada al tauler de comandament que bàsicament deia: "Deixa córrer la pel·lícula, o bé".

### El repartiment
Puzo va ser el primer a mostrar interès que Marlon Brando interpretés Don Vito Corleone enviant una carta a Brando en la qual deia que Brando era "l'únic actor que pot interpretar al Padrí". Malgrat els desitjos de Puzo, els executius de Paramount estaven en contra de tenir Brando, en part a causa del mal rendiment de les seves pel·lícules recents i també del seu temperament. Coppola va afavorir Brando o Laurence Olivier per al paper, però l'agent d'Olivier va rebutjar el paper al·legant que Olivier estava malalt; tanmateix, Olivier va passar a protagonitzar Sleuth més tard aquell any. L'estudi va pressionar principalment perquè Ernest Borgnine rebés el paper. Altres considerats van ser George C. Scott, Richard Conte, Anthony Quinn, Orson Welles, Edward G. Robinson o Frank Sinatra.Welles era l'opció preferida de Paramount per al paper.

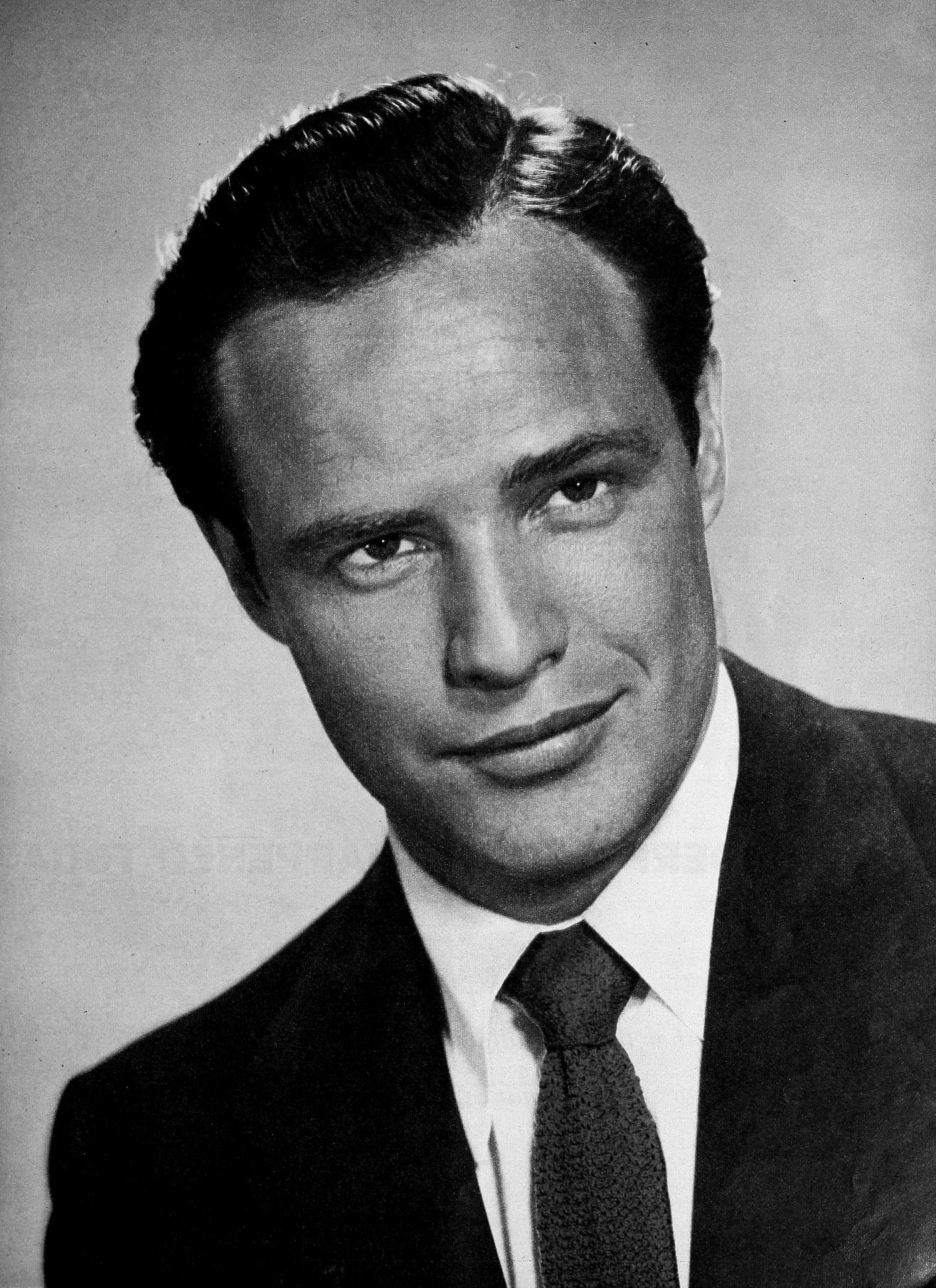
Marlon Brando
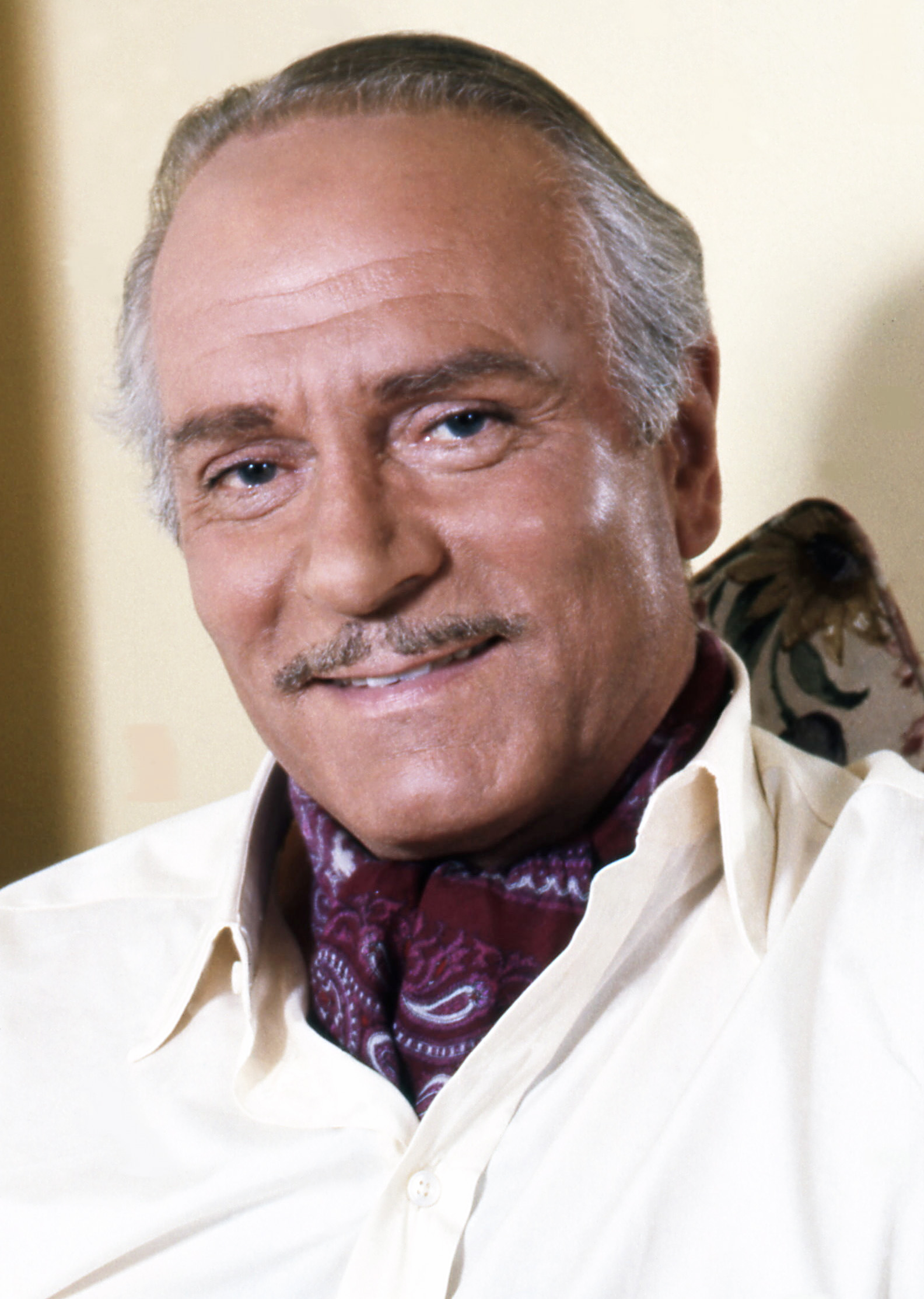
Laurence Olivier
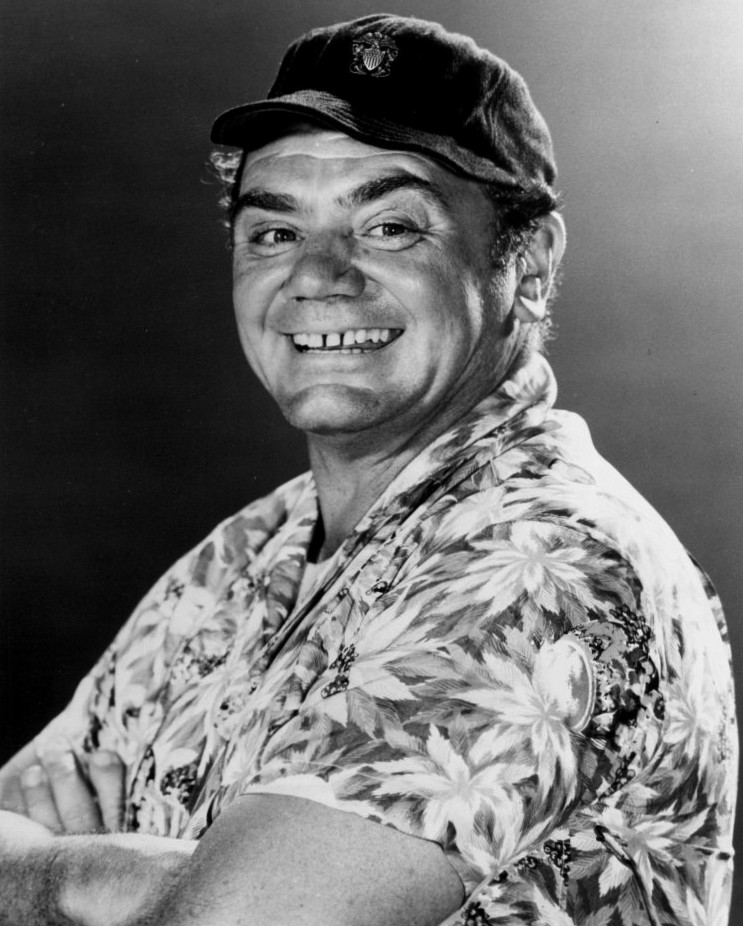
Ernest Borgnine
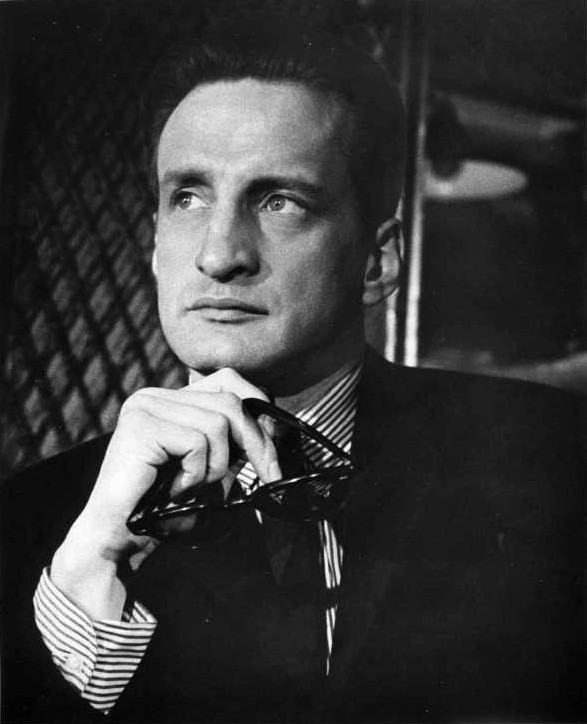
George C. Scott
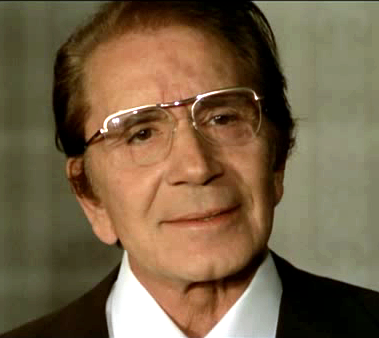
Richard Conte
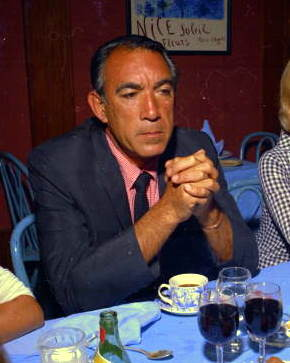
Anthony Quinn
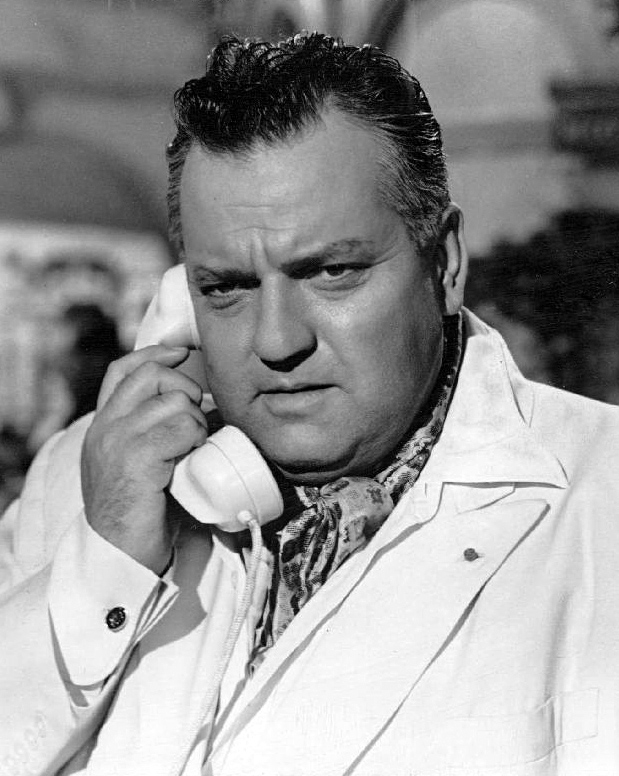
Orson Welles
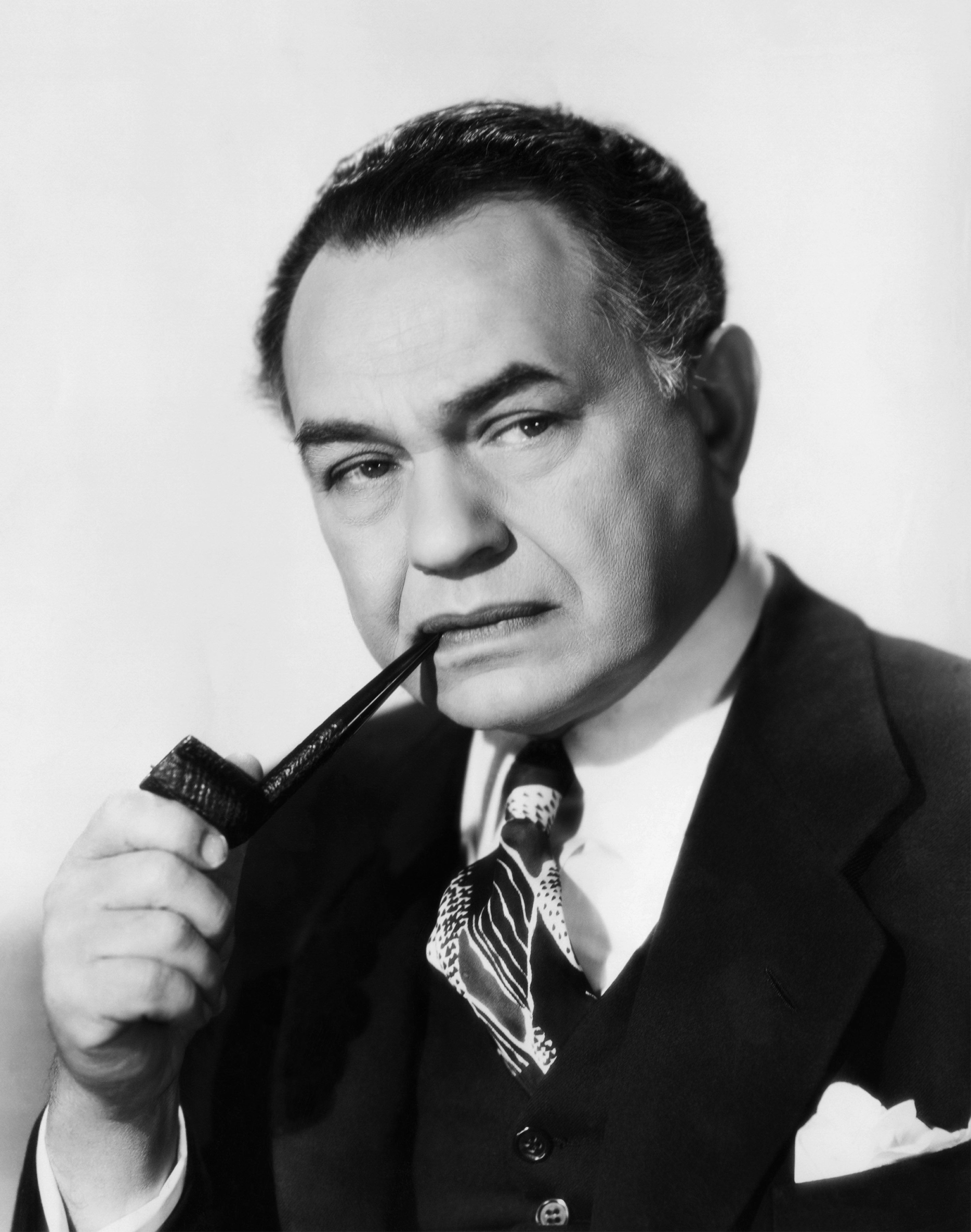
Edward G. Robinson
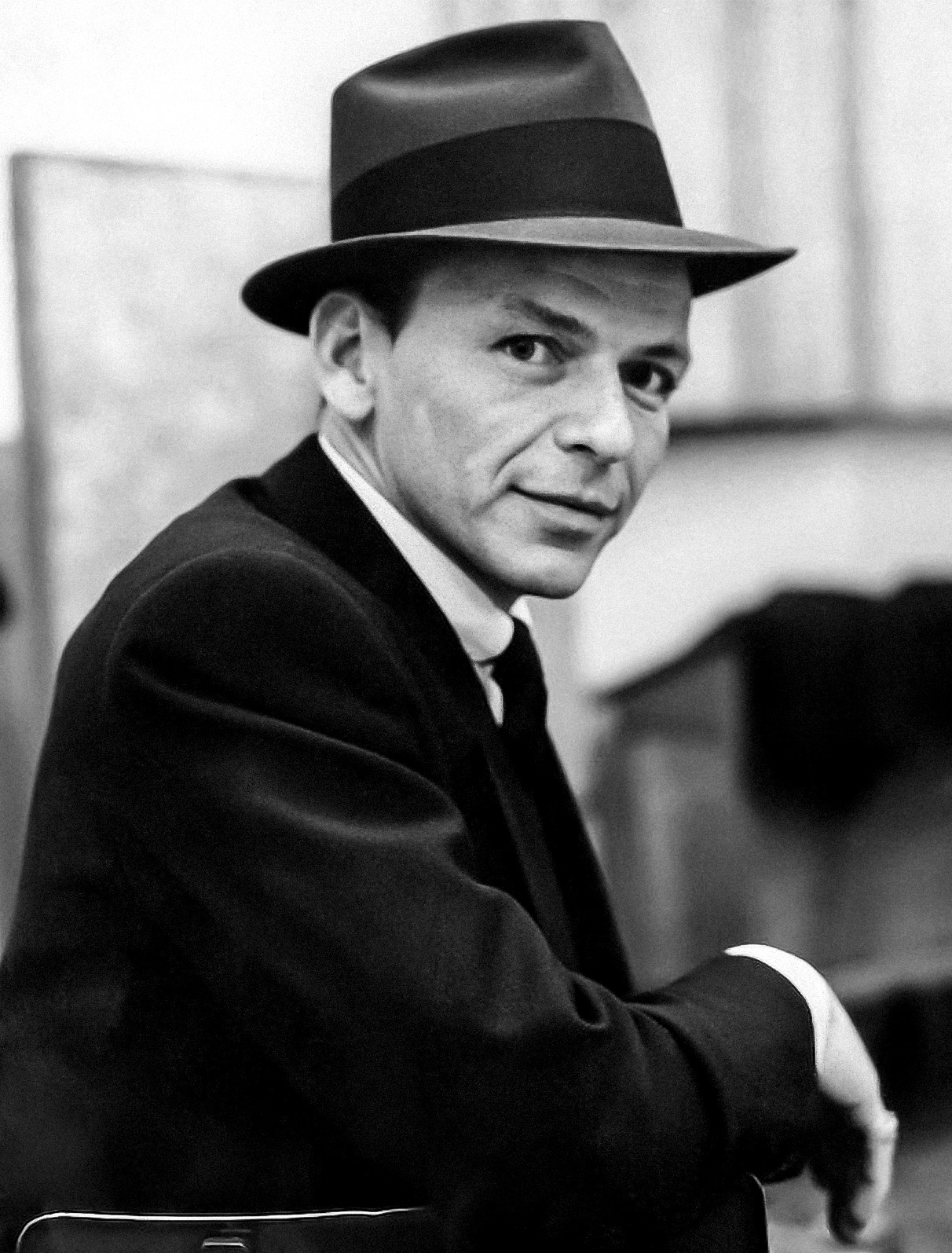
Frank Sinatra

Després de mesos de debat entre Coppola i Paramount sobre Brando, els dos finalistes per al paper van ser Borgnine i Brando, el darrer dels quals el president de la Paramount, Stanley Jaffe, va requerir una prova de pantalla. Coppola no volia ofendre a Brando i va declarar que necessitava provar l'equip per tal d'establir la prova de pantalla a la residència de Brando a Califòrnia. Per al maquillatge, en Brando es va ficar boles de cotó a les galtes, es va posar betum de sabates als cabells per enfosquir-lo i va enrotllar el coll. Coppola va col·locar la cinta d'audició de Brando al mig dels vídeos de les cintes d'audició mentre els executius de Paramount les miraven.[77] Els executius van quedar impressionats amb els esforços de Brando i van permetre a Coppola que elegís Brando per al paper si Brando acceptava un sou més baix i feia una fiança per assegurar-se que no causaria cap retard en la producció. Brando va guanyar 1,6 milions de dòlars d'un acord de participació neta.
Des de l'inici de la producció, Coppola va voler que Robert Duvall interpretés el paper de Tom Hagen. Després de provar a la pantalla diversos altres actors, Coppola finalment va aconseguir el seu desig i Duvall va rebre el paper. Pel que fa a Al Martino, un aleshores famós cantant a les discoteques, un amic que va llegir la novel·la i va sentir que Martino representava el personatge de Johnny Fontane. Martino va contactar llavors amb el productor Albert S. Ruddy, que li va donar el paper. No obstant això, Martino va ser desposseït del paper després que Coppola es convertís en director i després li atorgués el paper al cantant Vic Damone. Segons Martino, després de ser desposseït del paper, va anar a Russell Bufalino, el seu padrí i cap del crim, que aleshores va orquestrar la publicació de diversos articles de notícies que afirmaven que Coppola no sabia que Ruddy donava el paper a Martino. Finalment, Damone va abandonar el paper perquè no volia provocar la màfia, a més que cobraria molt poc. Finalment, el paper de Johnny Fontane va ser donat a Martino.
Coppola va triar Diane Keaton per al paper de Kay Adams a causa de la seva reputació d'excèntrica. John Cazale va rebre el paper de Fredo Corleone després que Coppola el veiés actuar en una producció a l'Off-Broadway. Gianni Russo va rebre el paper de Carlo Rizzi després que se li va demanar que realitzés una prova de pantalla en la qual va representar la baralla entre Rizzi i Connie.
A prop de l'inici del rodatge el 29 de març, Michael Corleone encara havia de ser emès. Els executius de Paramount volien un actor popular, ja fos Warren Beatty o Robert Redford. El productor Robert Evans volia que Ryan O'Neal rebés el paper, en part a causa del seu recent èxit a Love Story. Al Pacino era el favorit de Coppola per al paper ja que el podia imaginar vagant pel camp sicilià, i volia un actor desconegut que semblés un italo-americà. Tanmateix, els executius de Paramount van trobar que Pacino era massa baix per interpretar a Michael Michael. Dustin Hoffman, Martin Sheen i James Caan també van fer una audició. A Burt Reynolds se li va oferir el paper de Michael, però Marlon Brando va amenaçar de renunciar si Reynolds era contractat, així que Reynolds va rebutjar el paper. A Jack Nicholson també se li va oferir el paper, però el va rebutjar perquè considerava que un actor italo-americà hauria de fer el paper. Caan va ser ben rebut pels executius de Paramount i inicialment se li va donar el paper de Michael, mentre que el paper de Sonny Corleone va ser atorgat a Carmine Caridi. Coppola encara va pressionar perquè Pacino interpretés Michael després del fet i Evans finalment va concedir, permetent que Pacino tingués el paper de Michael sempre que Caan interpretés a Sonny. Evans preferia Caan a Caridi perquè Caan era set polzades més baix que Caridi, que estava molt més a prop de l'alçada de Pacino. Tot i acceptar interpretar Michael Corleone, Pacino va ser contractat per protagonitzar The Gang That Couldn't Shoot Straight de MGM, però els dos estudis van acordar un acord i Pacino va ser signat per Paramount tres setmanes abans que comencés el rodatge.
Robert De Niro originalment va rebre el paper de Paulie Gatto. Es va obrir un lloc a The Gang That Couldn't Shoot Straight després que Al Pacino abandonés el projecte a favor de The Godfather, la qual cosa va portar a De Niro a fer una audició per al paper i deixar The Godfather després de rebre el paper.{{efn|Robert de Niro interpretaria el jove Vito Corleone a El Padrí II.Després que De Niro abandonés, Johnny Martino va rebre el paper de Gatto.
Coppola va donar diversos papers a la pel·lícula als membres de la família. Va donar a la seva germana, Talia Shire, el paper de Connie Corleone. La seva filla Sofia, llavors un nadó, va aparèixer com a Michael Francis Rizzi, el fill nounat de Connie i Carlo. Carmine Coppola, el seu pare, va aparèixer a la pel·lícula com a extra tocant un piano durant una escena. La dona, la mare i els dos fills de Coppola van aparèixer com a.
Diversos papers més petits, com Luca Brasi, van ser elegits després que el rodatge hagués començat.

### Rodatge
Abans de començar el rodatge, el repartiment va rebre un període d'assaig de dues setmanes, que incloïa un sopar on cada actor i actriu havia d'assumir el seu personatge durant la seva durada. El rodatge estava programat per començar el 29 de març de 1971, amb l'escena entre Michael Corleone i Kay Adams quan abandonen Best & Co. a la ciutat de Nova York després de comprar els regals de Nadal. El temps del 23 de març va predir ràfegues de neu, la qual cosa va fer que Ruddy avancés la data de rodatge; la neu no es va materialitzar i es va utilitzar una màquina de neu. El rodatge principal a Nova York va continuar fins al 2 de juliol de 1971. Coppola va demanar un descans de tres setmanes abans de marxar a l'estranger per filmar a Sicília. Després de la sortida de la tripulació cap a Sicília, Paramount va anunciar que la data de llançament es traslladaria a principis de 1972.
El director de fotografia Gordon Willis va rebutjar inicialment l'oportunitat de filmar El Padrí perquè la producció li semblava "caòtica". Després que Willis va acceptar l'oferta, ell i Coppola van acordar no utilitzar cap dispositiu modern de filmació, helicòpters o lents de zoom. Willis i Coppola van optar per utilitzar un "format de taula" de filmació per fer que sembli com si fos vist com una pintura. Va fer ús d'ombres i nivells de llum baixos al llarg de la pel·lícula per mostrar els desenvolupaments psicològics. Willis i Coppola van acordar interaccionar escenes clares i fosques al llarg de la pel·lícula. Willis va subexposar la pel·lícula per tal de crear un "to groc". Les escenes de Sicília es van rodar per mostrar el camp i "mostrar una terra més romàntica", donant a aquestes escenes una sensació "més suau i romàntica" que les escenes de Nova York.
Un dels moments més impactants de la pel·lícula va implicar un veritable cap de cavall tallat. El lloc de rodatge d'aquesta escena està en disputa, ja que algunes fonts indiquen que va ser filmada a Beverly Estate , mentre que altres indiquen que va ser filmada a Sands Point Preserve a Long Island. Coppola va rebre algunes crítiques per l'escena, encara que el cap va ser obtingut d'una empresa de menjar per a gossos d'un cavall que havia de ser matat independentment de la pel·lícula. El 22 de juny, l'escena on moren Sonny va ser disparada en una pista de Mitchel Field a Uniondale, on es van construir tres casetes de peatge, juntament amb baranes i cartells publicitaris per ambientar l'escena. El cotxe de Sonny era un Lincoln Continental de 1941 amb forats perforats per semblar-se als forats de bala. L'escena va trigar tres dies a filmar i va costar més de 100.000 dòlars.
Es va observar la petició de Coppola de filmar in situ; aproximadament el 90 per cent va ser disparat a la ciutat de Nova York i els seus suburbis circumdants, utilitzant més de 120 ubicacions diferents. Es van filmar diverses escenes a Filmways a East Harlem. Les parts restants van ser filmades a Califòrnia, o in situ a Sicília. Les escenes ambientades a Las Vegas no es van rodar al lloc perquè no hi havia fons suficients. Savoca i Forza d'Agrò eren les ciutats sicilianes que apareixien a la pel·lícula. L'escena del casament d'obertura es va rodar a Staten Island utilitzant gairebé 750 habitants com a extres. La casa utilitzada com a casa Corleone i el lloc del casament es trobava al número 110 de Longfellow Avenue al barri de Todt Hill a Staten Island. La paret al voltant del compost de Corleone estava feta d' escuma de poliestirè. Les escenes ambientades dins i al voltant del negoci de l'oli d'oliva de Corleone es van filmar a Mott Street.
Després que el rodatge hagués acabat el 7 d'agost, els esforços de postproducció es van centrar a retallar la pel·lícula a una durada manejable. A més, els productors i el director encara estaven incloent i eliminant diferents escenes del producte final, a més de retallar certes seqüències. Al setembre, es va veure el primer tall aproximat de la pel·lícula. Moltes de les escenes eliminades de la pel·lícula estaven centrades al voltant de Sonny, la qual cosa no va avançar la trama. Al novembre, Coppola i Ruddy van acabar el tall semifinal. Els debats sobre el personal implicat en l'edició final es van mantenir fins i tot 25 anys després de l'estrena de la pel·lícula. La pel·lícula es va mostrar al personal i als exhibidors de Paramount a finals de desembre de 1971 i gener de 1972.

## Música
Coppola va contractar el compositor italià Nino Rota per crear el subratllat de la pel·lícula, inclosa "Love Theme from The Godfather". Per a la partitura, Rota havia de relacionar-se amb les situacions i els personatges de la pel·lícula. Rota va sintetitzar música nova per a la pel·lícula i va prendre algunes parts de la seva banda sonora de la pel·lícula Fortunella de 1958 , per tal de crear una sensació italiana i evocar la tragèdia de la pel·lícula. L'executiu de Paramount, Evans, va trobar que la partitura era massa "elevada" i no volia utilitzar-la; tanmateix, es va utilitzar després que Coppola aconseguís que Evans acceptés. Coppola creia que la peça musical de Rota donava a la pel·lícula encara més una sensació italiana. El pare de Coppola, Carmine, va crear una mica de música addicional per a la pel·lícula, particularment la música tocada per la banda durant l'escena del casament d'obertura.
La música incidental inclou "C'è la luna mezzo mare" i l'ària de Cherubino, "Non so più cosa son", de Le Nozze di Figaro. Hi va haver una banda sonora per a la pel·lícula l'any 1972 en forma de vinil per Paramount Records, en CD el 1991 per Geffen Records i digitalment per Geffen el 18 d'agost de 2005. L'àlbum conté més de 31 minuts de música que es va utilitzar a la pel·lícula, la major part de la qual va ser composta per Rota, juntament amb una cançó de Coppola i una de Johnny Farrow i Marty Symes. AllMusic va donar a l'àlbum cinc de cinc, amb l'editor Zach Curd dient que és una "banda sonora fosca, inminent i elegant". Un editor de Filmtracks creia que Rota va tenir èxit en relacionar la música amb els aspectes bàsics de la pel·lícula.
La banda sonora de la pel·lícula
| Núm. | Títol                                   | Artista   | Durada |
| ---- | --------------------------------------- | --------- | ------ |
| 1.   | «Main Title (The Godfather Waltz)»      | Nino Rota | 2:04   |
| 2.   | «I Have But One Heart (O Marenariello)» | Nino Rota | 2:59   |
| 3.   | «The Pickup»                            | Nino Rota | 2:56   |
| 4.   | «Connie's Wedding»                      | Nino Rota | 1:32   |
| 5.   | «The Halls of Fear»                     | Nino Rota | 2:12   |
| 6.   | «Sicilian Pastorale»                    | Nino Rota | 3:01   |
| 7.   | «Love Theme from The Godfather»         | Nino Rota | 3:43   |
| 8.   | «The Godfather Waltz»                   | Nino Rota | 3:38   |
| 9.   | «Appollonia»                            | Nino Rota | 1:23   |
| 10.  | «The New Godfather»                     | Nino Rota | 1:58   |
| 11.  | «The Baptism»                           | Nino Rota | 1:49   |
| 12.  | «The Godfather Finale»                  | Nino Rota | 3:47   |

## Estrena

### Als cinemes
L'estrena mundial de El Padrí va tenir lloc al Loews's State Theatre de la ciutat de Nova York el dimarts 14 de març de 1972, gairebé tres mesos després de la data d'estrena prevista per Nadal de 1971, amb els beneficis de l'estrena donats a The Boys Club of New York. Abans de l'estrena de la pel·lícula, la pel·lícula ja havia guanyat 15 milions de dòlars amb lloguers anticipats de més de 400 sales. L'endemà, la pel·lícula es va estrenar a cinc sales de Nova York (Loew's State I i II , Orpheum, Cine i Tower East). El següent va ser el Imperial Theatre a Toronto el 17 de març i després Los Angeles a dos cinemes el 22 de març. El Padrí es va estrenar el 24 de març de 1972, a la resta dels Estats Units arribant a 316 sales de cinema cinc dies després.

### Mitjans domèstics
Els drets de televisió es van vendre per un rècord de 10 milions de dòlars a NBC per a una emissió durant dues nits. La versió teatral de El Padrí va debutar a la cadena de televisió nord-americana a la NBC amb només edicions menors. La primera meitat de la pel·lícula es va emetre el dissabte 16 de novembre de 1974, i la segona meitat dos dies després. Les emissions de televisió van atreure una gran audiència amb una valoració mitjana de Nielsen de 38,2 i una quota d'audiència del 59%, convertint-se en la vuitena pel·lícula més vista a la televisió, amb l'emissió de la segona meitat obtenint la tercera millor classificació per a una pel·lícula. a la televisió darrere de Airport i Love Story amb una valoració de 39,4 i un 57% de quota. L'emissió va ajudar a generar expectació per a la propera seqüela. L'any següent, Coppola va crear La saga del Padrí expressament per a la televisió nord-americana en un llançament que combinava El Padrí i El Padrí II amb imatges no utilitzades d'aquestes dues pel·lícules en un relat cronològic que atenuava el material violent, sexual i profà. per a la seva estrenaa la NBC el 18 de novembre de 1977. El 1981, Paramount va llançar The Godfather Epic, que també explicava la història de les dues primeres pel·lícules en ordre cronològic, de nou amb escenes addicionals, però no redactades per a la sensibilitat d'emissió. The Godfather Trilogy es va estrenar el 1992, en què les pel·lícules estan fonamentalment en ordre cronològic.
The Godfather Family: A Look Inside va ser un documental de 73 minuts estrenat el 1991. Dirigida per Jeff Warner, la pel·lícula presentava alguns continguts entre bastidors de les tres pel·lícules, entrevistes amb els actors i proves de pantalla. The Godfather DVD Collection es va publicar el 9 d'octubre de 2001, en un paquet que contenia les tres pel·lícules, cadascuna amb una pista de comentaris de Coppola, i un disc addicional que contenia The Godfather Family: A Look Inside. El DVD també contenia un arbre genealògic de Corleone, una línia de temps del "Padrí" i imatges dels discursos d'acceptació dels Premis de l'Acadèmia.

#### The Godfather: The Coppola Restoration
Durant l'estrena a les sales originals de la pel·lícula, els negatius originals es van desgastar perquè la bobina es va imprimir molt per satisfer la demanda. A més, el negatiu duplicat es va perdre als arxius de Paramount. El 2006 Coppola es va posar en contacte amb Steven Spielberg —l'estudi del qual DreamWorks havia estat recentment comprat per Paramount— per restaurar El Padrí. Robert A. Harris va ser contractat per supervisar la restauració de El Padrí i les seves dues seqüeles, amb el director de fotografia de la pel·lícula Willis participant en la restauració. Els treballs van començar el novembre de 2006 reparant els negatius perquè poguessin passar per un escàner digital per produir fitxers 4K d'alta resolució. Si un negatiu es feia malbé i es decolorava, es treballava digitalment per restaurar-lo al seu aspecte original. Després d'un any i mig treballant en la restauració, el projecte es va completar. Paramount va anomenar el producte acabat The Godfather: The Coppola Restoration i el va llançar al públic el 23 de setembre de 2008, tant en DVD com en Blu-ray Disc. Dave Kehr, del The New York Times, creia que la restauració va tornar a "la resplendor daurada de les seves projeccions originals". En conjunt, la restauració de la pel·lícula va ser ben rebuda per la crítica i Coppola. The Godfather: The Coppola Restoration conté diverses característiques especials noves que es reprodueixen en alta definició (incloent escenes addicionals, imatges darrere de les escenes, etc.).
Paramount Pictures va restaurar i remasteritzar The Godfather , The Godfather Part II i The Godfather Coda: The Death of Michael Corleone (un tall reeditat de la tercera pel·lícula) per a una tirada a les sales de cinema limitada i un llançament a casa en Blu-ray i Blu 4K -ray per celebrar el 50è aniversari de l'estrena de El Padrí . Les edicions del disc es van publicar el 22 de març de 2022.

## Recepció

### Taquilla
El Padrí va ser un èxit de taquilla , va batre molts rècords de taquilla i es va convertir en la pel·lícula més taquillera del 1972 El dia d'estrena de la pel·lícula en cinc sales va ser de 57.829 $ i els preus de les entrades van augmentar de 3 $ a 3,50 $. Els preus a Nova York van augmentar encara més el cap de setmana fins a 4 dòlars, i el nombre de projeccions va augmentar de quatre vegades al dia a set vegades al dia. La pel·lícula va recaptar 61.615 $ a Toronto durant el cap de setmana i 240.780 $ a Nova York, per un cap de setmana d'estrena de 302.395 $. La pel·lícula va recaptar 454.000 dòlars la setmana a Nova York i 115.000 dòlars a Toronto per una primera setmana bruta de 568.800 dòlars, cosa que el va convertir en el número u a la taquilla dels EUA durant la setmana.En els seus primers cinc dies de llançament nacional, va recaptar 6,8 milions de dòlars, i va augmentar la seva recaptació a 7.397.164 dòlars. Una setmana més tard, els seus ingressos bruts havien arribat als 17.291.705 $ i l'import brut d'una setmana d'uns 10 milions de dòlars era un rècord de la indústria.
Va recaptar altres 8,7 milions de dòlars el 9 d'abril per augmentar el seu brut a 26.000.815 dòlars Després de 18 setmanes al número u als Estats Units , la pel·lícula havia recaptat 101 milions de dòlars, la pel·lícula més ràpida en assolir aquesta fita. Alguns articles de notícies de l'època proclamaven que va ser la primera pel·lícula que va recaptar 100 milions de dòlars a Amèrica del Nord, però aquests relats són errònies; aquest disc pertany a Somriures i llàgrimes, estrenada el 1965. Va romandre al número u als Estats Units durant cinc setmanes més per portar el seu total a 23 setmanes consecutives al número u abans de ser destituït per Butterflies Are Free durant una setmana abans d'esdevenir la número u durant tres setmanes més.
La pel·lícula finalment va guanyar 81,5 milions de dòlars en lloguers de cinemes als EUA i Canadà durant la seva estrena inicial, augmentant els seus ingressos a 85,7 milions de dòlars mitjançant una reedició el 1973, i incloent una reestrena limitada el 1997, finalment va guanyar una exposició equivalent bruta de 135 milions de dòlars, amb un cost de producció de 6,5 milions de dòlars. Va desplaçar Allò que el vent s'endugué per reclamar el rècord com a principal productor de lloguers, una posició que conservaria fins al llançament de Tauró el 1975. La pel·lícula va repetir el seu èxit natiu a l'estranger, guanyant un total de 142 milions de dòlars sense precedents en lloguers de teatres a tot el món, per convertir-se en el més gran ingressos nets. Els beneficis van ser tan elevats per a El Padrí que els guanys de Gulf & Western Industries, Inc., propietat de Paramount, van passar de 77 cèntims per acció a 3,30 dòlars per acció durant l'any, segons un article de Los Angeles Times, datat el 13 de desembre de 1972. Reestrenada vuit vegades més des de 1997, ha recaptat entre 250 i 291 milions de dòlars en ingressos de taquilla a tot el món, i ajustat per la inflació del preu de les entrades a Amèrica del Nord, es troba entre els 25 millors pel·lícules més taquilleres.

### Resposta crítica
El Padrí ha rebut una aclaparadora elogis de la crítica i és vista com una de les pel·lícules més grans i influents de tots els temps , especialment del gènere de gàngsters. A l' agregador de ressenyes Rotten Tomatoes, la pel·lícula té una puntuació d'aprovació del 97% basada en 151 ressenyes, amb una valoració mitjana de 9,4/10. El consens dels crítics del lloc web diu: "Un dels majors èxits crítics i comercials de Hollywood, El Padrí ho fa tot bé; la pel·lícula no només va transcendir les expectatives, sinó que va establir nous punts de referència per al cinema americà". Metacritic, que utilitza una mitjana ponderada, ha assignat a la pel·lícula una puntuació de 100 sobre 100 basada en 16 crítiques, la qual cosa indica "aclamació universal". A "Filmweb", un lloc de ressenyes polonès, va rebre un 8,9 sobre 10 basat en 35 crítiques.
Roger Ebert del Chicago Sun Times va elogiar els esforços de Coppola per seguir la història de la novel·la, l'elecció d'ambientar la pel·lícula al mateix temps que la novel·la i la capacitat de la pel·lícula per "absorbir" l'espectador durant les seves tres hores de durada Ebert va nomenar El Padrí "La millor pel·lícula de 1972". Gene Siskel, del Chicago Tribune, va donar a la pel·lícula quatre de quatre, comentant que era "molt bona".
Andrew Sarris de The Village Voicecreia que Brando va retratar bé Vito Corleone i que el seu personatge dominava cada escena en què apareixia, però va sentir que Puzo i Coppola tenien el personatge de Michael Corleone massa centrat en la venjança. A més, Sarris va afirmar que Richard Castellano, Robert Duvall i James Caan eren bons en els seus respectius papers. Pauline Kael del The New Yorker escriure "Si mai hi va haver un gran exemple de com les millors pel·lícules populars surten d'una fusió de comerç i art, és "El Padrí".
Desson Howe del The Washington Post va qualificar la pel·lícula de "joia" i va escriure que Coppola es mereix la major part del crèdit de la pel·lícula. Escrivint per The New York Times, Vincent Canby va considerar que Coppola havia creat una de les "cròniques més brutals i commovedores de la vida nord-americana" i va continuar dient que "transcendeix el seu entorn i gènere immediats". El director Stanley Kubrick va pensar que la pel·lícula tenia el millor repartiment i podria ser la millor pel·lícula mai feta. Stanley Kauffmann de The New Republic va escriure negativament sobre la pel·lícula en una ressenya contemporània, afirmant que Pacino "s'enfonsa en una part massa exigent per a ell", alhora que criticava el maquillatge de Brando i la partitura de Rota.
Pel·lícules anteriors sobre la màfia havien mirat les bandes des de la perspectiva d'un foraster indignat. En canvi, El Padrí presenta la perspectiva del gàngster de la màfia com una resposta a la societat corrupta. Tot i que la família Corleone es presenta com a immensament rica i poderosa, cap escena no mostra prostitució, jocs d'atzar, usurpació de préstecs o altres formes de crim organitzat. George De Stefano argumenta que l'escenari d'una contracultura criminal permet estereotips de gènere sense disculpes (com quan Vito li diu a un Johnny Fontane que "actuï com un home") i és una part important de l'atractiu de la pel·lícula.
Comentant el quarantè aniversari de l'estrena de la pel·lícula, el crític de cinema John Podhoretz va elogiar El Padrí com "probablement la gran obra d'art popular nord-americana" i "la suma de tota la gran realització cinematogràfica anterior". Dos anys abans, Roger Ebert havia escrit al seu diari que "s'aproxima més a ser una pel·lícula que tothom està d'acord ... és sens dubte genial".

## Al voltant de la pel·lícula

### Anecdotari
- En els extres de l'edició en DVD, Francis Ford Coppola afirma que les escenes en què es veuen primers plans dels diaris, com en la que Kay i Michael veuen la notícia que han atemptat contra Don Corleone, van ser filmades per George Lucas.[205]
- Robert De Niro (Vito Corleone a la segona part) es va presentar a les audicions pel paper de Sony Corleone, però no el van contractar.[205]
- El cap de cavall que es pot veure a la pel·lícula anava a ser real, però Coppola diu que va rebre multitud de queixes de societats protectores d'animals i la va haver de canviar per un de ceràmica.[205]
- L'Oscar que havia de rebre Brando pel seu paper, es va negar a recollir-lo i va enviar a Petita Ploma, una índia nativa americana que en el seu discurs va criticar a la indústria del cinema per haver tractat tan malament al seu poble.[205]
- Quan Sonny colpeja al seu cunyat, li va trencar un parell de costelles sense voler.[205]
- Segons comenta un productor, algun dels actors contractats per fer papers secundaris eren de la màfia i gent del sindicat.[205]
- Frank Sinatra estava proposat per al paper de Johnny Fontane, però es va rebutjar per la gran similitud que existia entre aquest paper i la vida real de Sinatra.[205]
- Segons expliquen, mai diuen paraules relacionades amb la Màfia en tota la saga perquè Coppola i Puzo van tenir una visita de dues persones ben vestides, que sempre es van dirigir cap a ells amb molt de respecte i els van comentar: Sabem que estan treballant en una pel·lícula sobre uns negocis a Nova York… pel seu bé i pel de la cinta esperem que no s'esmentin paraules com Màfia, Cosa Nostra o alguna similar…[205]
- El llibre d'El Padrí va estar 67 setmanes en la llista de Best-Sellers.[205]
- Els noms que sonaven pel paper de Michael Corleone abans que Pacino van ser Robert Redford, Warren Beatty, Ryan O'Neill i James Caan.[205]
- Paramount Pictures no volia a Al Pacino (un desconegut, llavors) per fer de Michael, li deien el nan, però al final Coppola els va convèncer tallant-li els cabells a l'estil universitari. Així i tot, fins a l'escena del restaurant en què Michael està amb Solozzo i McCluskey, Paramount va estar a disgust amb Al Pacino i després d'aquesta escena van canviar d'idea.[205]
- Peckinpah (l'altre director proposat per fer la pel·lícula), comptava els minuts de cinta per cadàvers, mentre que Coppola no volia tanta violència sinó els costums d'una família siciliana a Amèrica, amb la peculiaritat que pertanyien a la màfia[205]
- Per al paper de Vito també estaven pensats George Scott i Laurence Olivier, encara que al final prevalgués l'elecció de Coppola.[205]
- Durant l’inici del rodatge de la pel·lícula, a la seqüència inicial, Coppola va trobar-se amb un petit gat passejant-se per l’estudi entre el set de filmació. El director va pensar que, per donar-li més profunditat al personatge de Brando, Don Vito Corleone podria sostenir al gat mentre atenia les peticions del propietari de la funerària, Amerigo Bonasera, durant el dia del casament de la seva filla. Així, Coppola va posar el gat sobre els braços de Brando, fet que no figurava en el guió, i l’actor va interpretar tota l’escena acariciant al felí. Això no obstant, el ronc de l’animal fa fer que els micròfons no poguessin captar de manera completament neta l’àudio de l’actor. Per aquest motiu es va haver de doblar les línies durant la postproducció.[206]

### Pífies i errades
- Quan assassinen a Sonny (James Caan), en un primer moment veiem que destrossen el seu cotxe completament, fins i tot el parabrisa. No obstant això, segons abans que arribi la policia, la lluna davantera del cotxe està intacta.[207]
- Michael està negociant a Las Vegas amb Moe Green, a qui li serveixen una copa. El got en qüestió canvia de posició en diferents ocasions.[207]
- Mentre Michael (Al Pacino) i Kay (Diane Keaton) estan menjant, en el casament de la germana, Kay està fumant un cigarret, el qual apareix i desapareix de la seva mà en cada pla.[207]

### Cameo
- La nena que estan batejant gairebé al final de la pel·lícula és Sofia Coppola, filla del director del film Francis Ford Coppola.[208]
- Gian-Carlo Coppola, fill del director de la pel·lícula, apareix en el bateig final com un dels assistents.[208]
- Part de la música de la pel·lícula està composta per Carmine Coppola, pare de Francis Ford Coppola. El curiós és que també apareix en la pel·lícula amb la seva banda de música al complet.[208]
- La germana de Coppola interpreta Connie Corleone, el seu nom, Talia Shire.[208]

## Comentaris
Pel·lícula basada en el llibre, del mateix nom, de Mario Puzo. Va ser la primera d'una trilogia completada per El Padrí II (1974) i El Padrí III (1990). Guanyadora de tres Oscar el 1973, a la millor pel·lícula, millor guió de Mario Puzo i Francis Ford Coppola i millor actor per Marlon Brando.
Presenta un retrat precís i profund d'una època i un ambient, però sobretot és una crítica subreptícia a la societat nord-americana, les relacions intrafamiliars, la pràctica política i els seus esquemes morals tractats subtilment com rerefons del guió mitjançant temàtiques relatives al món de la màfia, la immigració, la relació de parella, els sistemes de dominació familiars, la violència criminal i la seva associació política.
Part de l'atractiu visual i estilístic de l'obra consisteixi en la interpretació de la figura de Michael Corleone. En la seqüència inicial de la pel·lícula Michael se'ns presenta amb rostre angelical, fins i tot Coppola empra filtres especials que reduïxen les seves arrugues i combinats amb la il·luminació i el maquillatge ens ensenyen un Michael molt més jove, tot just abandonada l'adolescència. El brutal canvi que s'opera en la seva ànima quan assumeix l'herència de sang dels Corleone es reflecteix també en el seu rostre, que en l'última escena és ja la d'un home madur, complex, que mira directament als ulls i menteix amb tot el seu cor.

## Reconeixements
El Padrí va ser nominat a set premis als 30ns Globus d'Or: Millor pel·lícula dramàtica, James Caan al millor actor secundari, Al Pacino i Marlon Brando al millor actor dramàtic, millor banda sonora, millor director i millor guió. Quan es van anunciar els guanyadors el 28 de gener de 1973, la pel·lícula havia guanyat les categories: Millor guió, Millor director, Millor actor de drama (Brando), Millor banda sonora original i Millor pel·lícula dramàtica.
La partitura de Rota també va ser nominada al Grammy a la millor partitura de banda sonora per a suports visuals als 15ns premis Grammy. Rota va ser anunciada com la guanyadora de la categoria el 3 de març a la cerimònia dels Grammy a Nashville, Tennessee.
Quan es van revelar les nominacions per als 45ns Premis de l'Acadèmia el 12 de febrer de 1973, El Padrí va ser nominat a onze premis. Les nominacions van ser: Millor pel·lícula, Millor disseny de vestuari, Marlon Brando al millor actor, Mario Puzo i Francis Ford Coppola al millor guió adaptat, Pacino, Caan i Robert Duvall al millor actor secundari, millor muntatge de pel·lícula, Nino Rota a la millor banda sonora original, Coppola a la millor direcció, i Millor so. Després de revisar més el tema d'amor de Rota de El Padrí, l'acadèmia va trobar que Rota havia utilitzat una partitura similar a la comèdia Fortunella de 1958 d'Eduardo De Filippo. Això va portar a una nova votació, on els membres de la branca de la música van triar entre sis pel·lícules: El Padrí i les cinc pel·lícules que havien estat a la llista final a la millor banda sonora dramàtica original però que no van ser nominades. La puntuació de John Addison per a Sleuth va guanyar aquesta nova votació, i així va substituir la puntuació de Rota a la llista oficial de nominats. En la cerimònia de lliurament de premis, El Padrí va ser considerat com el favorit per endur-se la majoria de premis. De totes les nominacions només va guanyar tres dels premis de l'Acadèmia: Millor actor per Brando, Millor guió adaptat i Millor pel·lícula.
Brando, que tampoc havia assistit a la cerimònia dels Globus d'Or dos mesos abans, va boicotejar la cerimònia dels Premis de l'Acadèmia i es va negar a acceptar l'Oscar, convertint-se en el segon actor a rebutjar un premi al millor actor després de George C. Scott el 1970. Brando va enviar a l'activista dels drets dels indis americans Sacheen Littlefeather en el seu lloc, per anunciar al podi de premis les raons de Brando per declinar el premi, que es basaven en la seva objecció a la representació dels indis americans per Hollywood i la televisió. Pacino també va boicotejar la cerimònia; es va sentir insultat per haver estat nominat al Premi de l'Acadèmia al millor actor secundari, quan va tenir més temps de pantalla que el seu coprotagonista i guanyador del millor actor Brando i, per tant, hauria d'haver rebut la nominació al millor actor.
El Padrí va tenir cinc nominacions als premis als 26ns Premis de Cinema de l'Acadèmia Britànica. Els nominats van ser: Pacino al nouvingut més prometedor, Rota al premi Anthony Asquith de Música de Cinema, Duvall al millor actor secundari i Brando al millor actor, la dissenyadora de vestuari de la pel·lícula Anna Hill Johnstone al millor disseny de vestuari. L'única nominació a guanyar va ser la de Rota.

### Premis i nominacions
| Any  | Premi                            | Categoria                                              | Persona                                                            | Resultat   |
| ---- | -------------------------------- | ------------------------------------------------------ | ------------------------------------------------------------------ | ---------- |
| 1972 | National Board of Review         | Millor actor secundari                                 | Al Pacino                                                          | Guanyador  |
| 1973 | Premis Oscars                    | Millor pel·lícula                                      |                                                                    | Guanyadora |
| 1973 | Premis Oscars                    | Millor actor                                           | Marlon Brando                                                      | Guanyador  |
| 1973 | Premis Oscars                    | Millor guió original                                   | Mario Puzo Francis Ford Coppola                                    | Guanyador  |
| 1973 | Premis Oscars                    | Millor director                                        | Francis Ford Coppola                                               | Nominat    |
| 1973 | Premis Oscars                    | Millor actor secundari                                 | Robert Duvall Al Pacino James Caan                                 | Nominats   |
| 1973 | Premis Oscars                    | Millor banda sonora                                    | Nino Rota                                                          | Nominat    |
| 1973 | Premis Oscars                    | Millor so                                              | Charles Grenzbach Richard Portman Christopher Newman               | Nominats   |
| 1973 | Premis Oscars                    | Millor vestuari                                        | Anna Hill Johnstone                                                | Nominada   |
| 1973 | Premis Oscars                    | Millor muntatge                                        | William Reynolds Peter Zinner                                      | Nominats   |
| 1973 | Premi Globus d'Or                | Millor pel·lícula dramàtica                            |                                                                    | Guanyadora |
| 1973 | Premi Globus d'Or                | Millor actor dramàtic                                  | Marlon Brando                                                      | Guanyador  |
| 1973 | Premi Globus d'Or                | Millor director                                        | Francis Ford Coppola                                               | Guanyador  |
| 1973 | Premi Globus d'Or                | Millor banda sonora original                           | Nino Rota                                                          | Guanyador  |
| 1973 | Premi Globus d'Or                | Millor guió                                            | Mario Puzo Francis Ford Coppola                                    | Guanyadors |
| 1973 | Premi Globus d'Or                | Millor actor dramàtic                                  | Al Pacino                                                          | Nominat    |
| 1973 | Premi Globus d'Or                | Millor actor dramàtic                                  | Marlon Brando                                                      | Guanyador  |
| 1973 | Premi Globus d'Or                | Millor actor secundari                                 | James Caan                                                         | Nominat    |
| 1973 | Premi BAFTA                      | Millor música                                          | Nino Rota                                                          | Guanyadora |
| 1973 | Premi BAFTA                      | Millor actor                                           | Marlon Brando                                                      | Nominat    |
| 1973 | Premi BAFTA                      | Millor actor secundari                                 | Robert Duvall                                                      | Nominat    |
| 1973 | Premi BAFTA                      | Millor director, guionista o productor britànic novell | Al Pacino                                                          | Nominat    |
| 1973 | Premi BAFTA                      | Millor vestuari                                        | Anna Hill Johnstone                                                | Nominat    |
| 1973 | Premi David di Donatello         | Millor pel·lícula estrangera                           |                                                                    | Guanyadora |
| 1973 | Premi David di Donatello         | Millor actor secundari                                 | Al Pacino                                                          | Guanyador  |
| 1973 | American Cinema Editors          | Millor muntatge                                        | William Reynolds Peter Zinner                                      | Nominats   |
| 1973 | Premis Grammy                    | Millor banda sonora                                    | Nino Rota                                                          | Guanyador  |
| 1973 | Directors Guild of America       | Millor equip de direcció                               | Francis Ford Coppola Fred C. Caruso Fred T. Gallo Steven P. Skloot | Guanyadors |
| 1973 | New York Film Critics Circle     | Millor Actor secundari                                 | Robert Duvall                                                      | Guanyador  |
| 1973 | Writers Guild of America         | Millor guió adaptat                                    | Mario Puzo Francis Ford Coppola                                    | Guanyador  |
| 1973 | Golden Screen, Alemanya          | Millor pel·lícula                                      |                                                                    | Guanyador  |
| 1973 | Kansas City Film Critics Circle  | Millor actor secundari                                 |                                                                    | Guanyador  |
| 1990 | National Film Preservation Board | Millor pel·lícula                                      | Al Pacino                                                          | Guanyadora |
| 2001 | DVD Exclusive                    | Edició DVD                                             |                                                                    | Nominada   |
| 2002 | Online Film Critics Society      | Edició DVD                                             |                                                                    | Nominada   |

### Reconeixements de l'AFI
- 1998 AFI's 100 Years...100 Movies (en català, 100 anys d'AFI... 100 pel·lícules) – Núm. 3[230]
- 2001 AFI's 100 Years...100 Thrills (100 anys d'AFI... 100 emocions) – Núm. 11[231]
- 2005 AFI's 100 Years...100 Movie Quotes (100 d'AFI... 100 cites de pel·lícules):
  - «I'm going to make him an offer he can't refuse.» (Vaig a fer-li una oferta que no podrà refusar) – Núm. 2[232]
- 2006 AFI's 100 Years of Film Scores (100 anys d'AFI de partitures de pel·lícules) – Núm. 5[233]
- 2007 AFI's 100 Years...100 Movies (Edició de 10è aniversari) – Núm. 2[234]
- 2008 AFI's 10 Top 10 – Núm. 1 pel·lícula de Gangsters[235]

### Llistes de millors pel·lícules
| Publicació      | País   | Llista                                     | Posició |
| --------------- | ------ | ------------------------------------------ | ------- |
| Empire          | EUA    | Les 500 millors pel·lícules de la història | 1       |
| IMDb            | EUA    | Les millors pel·lículas de la història     | 2       |
| Sight & Sound   | UK     | Les 50 millors pel·lícules de la història  | 21      |
| Rotten Tomatoes | EUA    | Les 50 millors pel·lícules de la història  | 5       |
| AFI             | EUA    | Les 50 millors pel·lícules de la història  | 2       |
| FilmAffinity    | España | Les millors pel·lícules de la història     | 1       |
| Letterboxd      | EUA    | Les millors pel·lícules de la història     | 1       |

### Altres
- 1990 Seleccionat per a la seva conservació al National Film Registry dels Estats Units com a considerat "important culturalment, històricament o estèticament".[241]
- 1992 El Padrí va ocupar el sisè lloc a l'enquesta del director de Sight & Sound Greatest Films of All Time.[242]
- 1998 Time Out va realitzar una enquesta i El Padrí va ser votada com la millor pel·lícula de tots els temps.[243]
- The Village Voice va classificar El Padrí al número 12 de la seva llista de les 250 millors pel·lícules del segle l'any 1999, segons una enquesta de crítics.[244]
- 1999 Entertainment Weekly la va nomenar com la millor pel·lícula mai feta.[245][246][247]
- 2002 Sight & Sound va enquestar els directors de cinema i van votar la pel·lícula i la seva seqüela com la segona millor pel·lícula de la història;[248] l'enquesta de crítics la va votar per separat quarta.[249]
- 2002 El Padrí va ser classificada com la segona millor pel·lícula de tots els temps per Film4, després de L'Imperi Contraataca.[250]
- 2002 La pel·lícula (juntament amb El Padrí II) va ser votada al número 39 de la llista de les "100 millors pel·lícules essencials de tots els temps" per la National Society of Film Critics.[251][252]
- 2005 Escollida una de les 100 pel·lícules més grans dels últims 80 anys per la revista Time (les pel·lícules seleccionades no van ser classificades).[253][254]
- 2006 The Writers Guild of America, West va acceptar, votant-lo com el número dos de la seva llista dels 101 millors guions, després de Casablanca.[255]
- 2008 Va ser votat al número 1 de la llista de les 500 millors pel·lícules de tots els temps de la revista Empire.[256]
- 2008 Votat al número 50 de la llista de les "100 millors pel·lícules" per la destacada revista francesa Cahiers du cinéma.[257]
- 2009 El Padrí va ocupar el primer lloc de la llista de les 10 millors pel·lícules no japoneses de tots els temps de la revista japonesa kinema Junpo's Top 10 Non-Japanese Films of All Time list.[258]
- 2010 The Guardian va classificar la pel·lícula en el lloc 15 de la seva llista de les 25 millors pel·lícules d'art.[259]
- 2012, The Motion Picture Editors Guild va classificar El Padrí com la sisena pel·lícula millor editada de tots els temps basant-se en una enquesta sobre els seus membres.[260]
- 2012 La pel·lícula es va classificar al setè lloc de l'enquesta dels deu millors directors de Sight & Sound. A la mateixa llista va ser classificat al número vint-i-un per la crítica.[261][262][263]
- 2014 El Padrí va ser votada com la millor pel·lícula en una enquesta de Hollywood Reporter de 2120 membres de la indústria, incloent tots els estudis, agències, empreses de publicitat i productores de Hollywood el 2014.[264]
- 2015 Segon a les "100 millors pel·lícules americanes" de la BBC, votades per crítics de cinema d'arreu del món.[265]

## Influència i llegat cultural
Tot i que moltes pel·lícules sobre gàngsters van precedir El Padrí, Coppola va impregnar la seva pel·lícula en la cultura immigrant italiana, i la seva representació dels mafiosos com a persones d'una profunditat i complexitat psicològica considerable no tenia precedents. Coppola va anar més enllà amb El Padrí II, i l'èxit d'aquestes dues pel·lícules, críticament, artísticament i econòmicament, va ser un catalitzador per a la producció de nombroses altres representacions dels italoamericans com a mafiosos, incloses pel·lícules com Goodfellas de Martin Scorsese i sèries de televisió com The Sopranos de David Chase.
L'Italic Institute of America va fer un estudi exhaustiu de la cultura italoamericana al cinema de 1914 a 2014 que mostra la influència de El Padrí. Més del 81 per cent de les pel·lícules, 430 pel·lícules, amb italoamericans com a mafiosos (el 87 per cent de les quals eren de ficció) s'havien produït des de El Padrí, una mitjana de 10 per any, mentre que només es van produir 98 pel·lícules abans de El Padrí.
L'èpica de El Padrí, que inclou la trilogia original i el metratge addicional que Coppola va incorporar més tard, s'ha integrat a fons a la vida nord-americana. Juntament amb una successió d'imitadors de temes mafiosos, ha donat lloc a un concepte estereotipat de la cultura italoamericana esbiaixada cap a les xarxes criminals. La primera pel·lícula va tenir el major efecte. A diferència de qualsevol pel·lícula anterior, la seva representació dels molts italians pobres que van emigrar als Estats Units a les primeres dècades del segle xx potser és atribuïble a Coppola i expressa la seva comprensió de la seva experiència. Les pel·lícules exploren la integració de criminals italoamericans de ficció a la societat nord-americana. Tot i que està ambientada en el període de la immigració massiva italiana a Amèrica, la pel·lícula explora la família específica dels Corleone, que viuen fora de la llei. Tot i que alguns crítics han considerat que la història de Corleone representa alguns elements universals de la immigració, altres crítics han suggerit que va provocar que els espectadors associïn excessivament el crim organitzat amb la cultura italoamericana. Produïda en un període d'intens cinisme nacional i autocrítica, la pel·lícula va impactar sobre la doble identitat que sentien molts descendents d'immigrants. El Padrí ha estat citat com una influència en l'augment de les representacions negatives de Hollywood dels immigrants italians, i va ser una eina de reclutament per al crim organitzat.
El concepte de "Padrí" de la màfia va ser una creació de Mario Puzo, i la pel·lícula va donar com a resultat que aquest terme s'afegís al llenguatge comú. La frase de Don Vito Corleone, "Li faré una oferta que no pot rebutjar", va ser votada com la segona línia més memorable de la història del cinema a 100 anys... 100 cites de pel·lícules d'AFI per l'American Film Institute, el 2014. El concepte no era exclusiu de la pel·lícula . L'escriptor francès Honoré de Balzac, a la seva novel·la Le Père Goriot (1835), va escriure que Vautrin va dir a Eugène: "En aquest cas, et faré una oferta que ningú rebutjaria" Una frase pràcticament idèntica va ser pronunciada per John Wayne al western Riders of Destiny (1933), on Forrest Taylor afirma: "He fet a Denton una oferta que no pot rebutjar". El 2014, la pel·lícula també va ser seleccionada com la millor pel·lícula per 2.120 professionals de la indústria en una enquesta de Hollywood realitzada perThe Hollywood Reporter.
Segons els informes, els gàngsters van respondre amb entusiasme a la pel·lícula. Salvatore "Sammy the Bull" Gravano, l'antic subcap de la família criminal Gambino, va dir: "Vaig deixar la pel·lícula sorprès... Vull dir que vaig sortir flotant del cinema. Potser era ficció, però per jo, doncs, aquesta era la nostra vida. Va ser increïble. Recordo haver parlat amb una multitud de nois, nois fets, que se sentien exactament igual". Segons Anthony Fiato, després de veure la pel·lícula, els membres de la família criminal Patriarca Paulie Intiso i Nicky Giso van modificar els seus patrons de parla per imitar el de Vito Corleone. Intiso era conegut per jurar amb freqüència i utilitzar una gramàtica deficient; però després de veure la pel·lícula, va començar a millorar el seu discurs i a filosofar més.

## Representació en altres mitjans
La pel·lícula ha estat referenciada i parodiada en diversos tipus de mitjans.
- John Belushi va aparèixer en un sketch de Saturday Night Live com Vito Corleone en una sessió de teràpia; va dir de la família Tattaglia: "A més, van disparar al meu fill Santino 56 vegades".[278]
- Al programa de televisió The Sopranos, el bar en topless de Silvio Dante es diu "Bada Bing!", frase popularitzada pel personatge de James Caan, Sonny Corleone, a El Padrí.[25]
- A la sèrie de televisió animada Els Simpson, hi ha hagut moltes referències a la pel·lícula. Per exemple, a l' episodi de la temporada 3 " Lisa's Pony ", la Lisa es desperta i troba un cavall al seu llit i comença a cridar, una referència a que Jack va trobar el cap del seu cavall de carreres premiat al seu llit. A l' episodi de la temporada 4 " Mr. Plough ", Bart Simpson és atacat amb boles de neu imitant l'assassinat d'en Sonny.[279][280][281]
- La seqüència de bateig de la pel·lícula va ser parodiada a " Fulgencio ", el 13è episodi de la temporada 4 de la sèrie de comèdia Modern Family , amb Phil Dunphy substituint Michael. La seqüència també fa referència a l'escena del cap de cavall quan el fill de Phil, Luke, col·loca un cap de zebra tallat al llit d'un nen que s'havia burlat d'ell i tenia por de les zebres. Phil també fa referència a les línies dEl Padrí quan li diu a la seva dona Claire: "No em preguntis pel meu negoci" i esmenta una oferta que no pot rebutjar.[282]
- El videojoc The Godfather del 2006 es basa en aquesta pel·lícula i explica la història d'un personatge original, Aldo Trapani, l'ascens del qual a les files de la família Corleone es creua amb la trama de la pel·lícula en nombroses ocasions.[283][284] Duvall, Caan i Brando van proporcionar veus en off i les seves semblances,[285] però Pacino no ho va fer.[285] Francis Ford Coppola va expressar obertament la seva desaprovació pel joc.[286]
- El 28 d'abril de 2022, una sèrie dramàtica de 10 capítols The Offer es va estrenar a Paramount+, sobre la producció explicada des de la perspectiva del productor Ruddy.[287]
- Un episodi de la sèrie animada de televisió Bob Esponja titulat "The Goobfather" de la 13a temporada té moltes escenes que parodien directament aquesta pel·lícula.
- La pel·lícula Barbie del 2023, dirigida per Greta Gerwig, presenta una escena en què els personatges veuen El Padrí, amb Ken, interpretat per Kingsley Ben-Adir, elogiant la pel·lícula com un esforç col·lectiu de Francis Ford Coppola i Robert Evans. També es mostra un clip de El Padrí, que mostra Marlon Brando a l'escena inicial de la pel·lícula.[288]